# Stewart SF01
O Stewart SF01 foi o modelo da Stewart usado na temporada 1997 da Fórmula 1. Guiado pelos pilotos Rubens Barrichello e Jan Magnussen.
O carro foi lançado em dezembro de 1996.
Foi o primeiro modelo produzido pela equipe chefiada pelo tricampeão Jackie Stewart. O carro era consistente em circuitos de média e baixa velocidade, além de ser ótimo em pista molhada.
Este carro possui várias réplicas, usadas como simuladores em Londres.